# フルクトソッパ
フルクトソッパ（fruktsoppa）は、通常ドライフルーツを使い、デザートとして食べられるフルーツスープである。「冷たい果物のプディング」と表現される。スウェーデンやノルウェーでは伝統的なデザートである。歴史的に、スカンジナヴィアの冬期間は新鮮な果物は入手できず、フルクトソッパを含む様々な料理にドライフルーツが用いられた。このスープは、熱い状態でも冷たい状態でも飲むことがある。また、1種類の果物を使ったものも多種類を用いたものもあり、後者はblandad fruktsoppaと呼ばれる。
フルクトソッパは、スカンジナヴィアの国々では主食である。冷製スープはスカンジナヴィア料理の伝統でもある。フルクトソッパは、伝統的にクリスマスの休暇に提供される。また、スモーガスボードの一部として提供されることもある。コーヒーケーキ等のケーキと一緒に提供されることもある。

## 材料と作り方

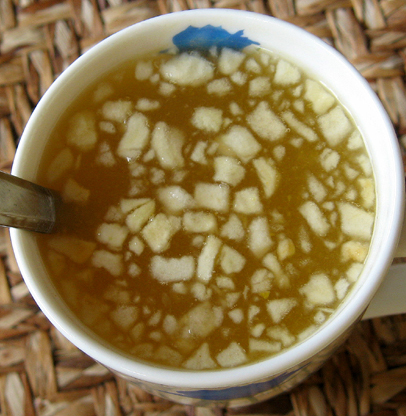
濃度の薄いフルクトソッパ

用いられるドライフルーツには、アンズ、リンゴ、ビルベリー、ナシ、レーズン、スグリ、クランベリー、プルーン、ブドウ、サクランボ、ホロムイイチゴ、チシマイチゴ、モモ等がある。これにタピオカ、サゴヤシ、赤ワイン、砂糖、レモン果汁、シナモン、食塩等の材料を加える。ドライフルーツやその他のを浸漬して柔らかくし、水を加えて、濃厚になるまで加熱する。
冷やして提供し、「合理的な」期間、常温で保存することができる。提供の前に数時間置くことで、風味が強くなり、また各々の風味が互いに混ざり合う。スロークッカーを用いて作ることもできる。
アメリカ合衆国では、温かいものも冷たいものも食前のソースとして提供される。